# Kossuthův most (Budapešť)
Kossuthův most (maďarsky Kossuth híd) je zaniklý silniční most, který stál v hlavním městě Maďarska, Budapešti. Překlenoval řeku Dunaj mezi Markétiným mostem a mostem řetězovým u budovy parlamentu. Pojmenován byl po Lajosovi Kossuthovi, jehož jméno nese nedaleké náměstí.
Po Budapešťské operaci v závěru druhé světové války nepřečkaly nedotčené žádné mosty přes Duanj. Doprava byla řešena přívozy, což pro milionové město bylo značně omezující. Bylo proto nezbytné vybudovat alespoň dočasné přemostění Dunaje, a jako nejvhodnější lokalita se ukázala být právě u parlamentu. Se stavbou se začalo dne 16. května 1945 a dokončen byl 13. ledna 1946. Most vyprojektovali Endre Mistéth a Elek Hilvert. Měl devět mostních polí, nejdelší o délce 80 metrů se nacházelo v centrální části. Původně mělo být provizorium dřevěné, ale nakonec bylo postaveno z oceli. Využit byl materiál z různých trosek, které vznikly za války.
Nosnost stavby byla velmi nízká; některé těžší autobusy na něj nesměly vjet. Tramvaje po mostě nejezdily. Životnost byla projektována na pouhých 10 let. V roce 1960 byl most stržen, když byla velká část staveb původních obnovena. Dnes jeho existenci připomíná pamětní deska na budínské straně.